# Хэкетт, Семой
Семой Хэкетт (англ. Semoy Hackett; род. 27 ноября 1988, Сипария, Тринидад и Тобаго) — тринидадская легкоатлетка, спринтер. Бронзовый призёр Чемпионата мира 2015 в эстафете 4×100 метров.

## Спортивная карьера

### Олимпийские игры 2008
Участвовала в Олимпийских играх в Пекине. В предварительном раунде бега на 100 метров пришла к финишу четвёртой. Результат — 11,53 секунд. Вышла в четвертьфинал. В четвертьфинале прибежала шестой с результатом 11,46 секунд. Не смогла выйти в полуфинал.

### Чемпионат мира 2009
Участвовала в Чемпионате мира 2009. В предварительном раунде бега на 100 метров финишировала третьей. Результат — 11,36 секунд. Вышла в четвертьфинал. В четвертьфинале прибежала третьей, показав результат 11,37 секунд. Вышла в полуфинал. В полуфинале прибежала седьмой. Результат — 11,45 секунд. В финал не вышла. Бежала в эстафете 4×100 метров. В предварительном раунде тринидадская команда финишировала третьей и вышла в финал. Результат — 43,22 секунд. В финале заняли седьмое место с результатом 43,43 секунд.

### Олимпийские игры 2012
Выступала на Олимпийских играх в Лондоне. В предварительном раунде бега на 100 метров прибежала второй. Результат — 11,04 секунд (личный рекорд). Вышла в полуфинал. В полуфинале прибежала пятой. Результат — 11,26 секунд. Выйти в финал не сумела. В предварительном раунде бега на 200 метров заняла второе место с результатом 22,81 секунд. Вышла в полуфинал. В полуфинале прибежала третьей. Результат — 22,55 секунд (повторение национального рекорда). Вышла в финал. В финальном забеге заняла последнее, восьмое, место. Результат — 22,87 секунд. Бежала за свою сборную в эстафете 4×100 метров. В предварительном раунде команда Тринидада и Тобаго заняла второе место с результатом 42,31 секунд. Вышла в финал. В финале команда не пришла к финишу.

### Чемпионат мира 2015
Выступала на Чемпионате мира 2015. В отборочном раунде бега на 100 метров финишировала второй с результатом 11,16 секунд. Вышла в полуфинал. В полуфинале прибежала лишь пятой. Результат — 11,13 секунд. Не вышла в финал. В отборочном раунде бега на 200 метров заняла второе место. Результат — 22,89 секунд. Вышла в полуфинал. В полуфинале прибежала четвёртой. Результат — 22,75 секунд. В финал не вышла. Бежала в финале эстафеты 4×100 метров. Команда Тринидада и Тобаго заняла третье место и завоевала бронзовые медали. Результат — 42,03 секунд (национальный рекорд). Победителем стала команда Ямайки, преодолевшая дистанцию за 41,07 секунд.

### Олимпийские игры 2016
В предварительном забеге на 200 метров прибежала второй, с результатом 22,78 секунды. С шестнадцатым временем вышла в полуфинал. В полуфинале прибежала шестой, с результатом 22,94 секунды. Показала двадцатое время и не смогла выйти в финал. Участвовала в 1-м раунде эстафеты 4×100 метров. Команда Тринидада и Тобаго пребежала третьей, с результатом 42,62 секунды. С шестым временем вышли в финал. В финале команда прибежала пятой, с результатом 42,12 секунды.

## Личные рекорды

### На открытом воздухе
| Дисциплина | Время (сек) | Город, страна          | Дата           | Прим. |
| ---------- | ----------- | ---------------------- | -------------- | ----- |
| 100 м      | 11,04       | Лондон, Великобритания | 3 августа 2012 |       |
| 200 м      | 22,51       | Сан-Хосе, Коста-Рика   | 9 августа 2015 |       |

### В помещении
| Дисциплина | Время (сек) | Город, страна        | Дата            | Прим. |
| ---------- | ----------- | -------------------- | --------------- | ----- |
| 60 м       | 7,22        | Колледж-Стейшен, США | 11 марта 2011   |       |
| 200 м      | 22,84       | Фейетвилл, США       | 27 февраля 2011 |       |

## Достижения
| Год  | Соревнование                      | Город, страна          | Место | Дисциплина       | Время (с) |
| ---- | --------------------------------- | ---------------------- | ----- | ---------------- | --------- |
| 2005 | Чемпионат мира среди юношей 2005  | Марракеш, Марокко      | 16    | 200 м            | 24,26     |
| 2006 | Чемпионат мира среди юниоров 2006 | Пекин, Китай           | 33    | 100 м            | 11,94     |
| 2006 | Чемпионат мира среди юниоров 2006 | Пекин, Китай           | 29    | 200 м            | 24,59     |
| 2008 | Олимпийские игры 2008             | Пекин, Китай           | 25    | 100 м            | 11,46     |
| 2008 | Олимпийские игры 2008             | Пекин, Китай           | —     | Эстафета 4×100 м | DNF       |
| 2009 | Чемпионат мира 2009               | Берлин, Германия       | 14    | 100 м            | 11,45     |
| 2009 | Чемпионат мира 2009               | Берлин, Германия       | 7     | Эстафета 4×100 м | 43,43     |
| 2011 | Чемпионат мира 2011               | Тэгу, Республика Корея | —     | 100 м            | DQ        |
| 2011 | Чемпионат мира 2011               | Тэгу, Республика Корея | —     | Эстафета 4×100 м | DQ        |
| 2012 | Олимпийские игры 2012             | Лондон, Великобритания | 16    | 100 м            | 11,26     |
| 2012 | Олимпийские игры 2012             | Лондон, Великобритания | 8     | 200 м            | 22,87     |
| 2012 | Олимпийские игры 2012             | Лондон, Великобритания | —     | Эстафета 4×100 м | DNF       |
| 2015 | Чемпионат мира 2015               | Пекин, Китай           | 14    | 100 м            | 11,13     |
| 2015 | Чемпионат мира 2015               | Пекин, Китай           | 11    | 200 м            | 22,75     |
| 2015 | Чемпионат мира 2015               | Пекин, Китай           | 3     | Эстафета 4×100 м | 42,03 NR  |